# Johan Frederik Hartle
Johan Frederik Hartle (* 17. Juni 1976 in Hannover) ist ein deutscher Philosoph und Kunstwissenschaftler. Seit 1. Oktober 2019 ist er Rektor der Akademie der bildenden Künste Wien.

## Leben
Johan Frederik Hartle absolvierte ein Masterstudium der Philosophie und Politikwissenschaft an der Universität Frankfurt. 2005 promovierte er an der Universität Münster mit einer Dissertation zum Thema Der geöffnete Raum. Zur Politik der ästhetischen Form. Anschließend war er als Postdoktorand am Philosophischen Institut der Universiteit van Amsterdam und hielt Lehrveranstaltungen an der dortigen Gerrit Rietveld Academie. Außerdem war er an der Universität Rom III und am Franz Rosenzweig Minerva Research Centre der Hebrew University in Jerusalem tätig.
An der Kunstakademie Münster hatte er 2008/09 eine Gastprofessur inne. Seit 2011 ist er außerordentlicher Professor für Ästhetik an der China Academy of Intermedia Art in Hangzhou, außerdem ist er assoziiertes Mitglied am Institute for the Humanities der Simon Fraser University in Vancouver und war Assistenzprofessor für Kunst und Kulturphilosophie an der Universität von Amsterdam. 2017 wurde er zum ordentlichen Professor für Kunstwissenschaft und Medientheorie an der Staatlichen Hochschule für Gestaltung Karlsruhe berufen, wo er ab dem 1. April 2018 als kommissarischer Rektor fungierte.
Am 7. Mai 2019 wurde er vom Universitätsrat zum Rektor der Akademie der bildenden Künste Wien gewählt. Er folgte in dieser Funktion mit 1. Oktober 2019 Eva Blimlinger nach. Als Rektor der Karlsruher Hochschule für Gestaltung löste ihn Jan Boelen ab. 2022 wurde Hartle für eine zweite Funktionsperiode von Oktober 2023 bis Ende September 2027 als Rektor der Akademie der bildenden Künste Wien wiederbestellt.
Am Theater trat er erstmals bei der Premiere am 15. September 2023 am Wiener Volkstheater als Mitautor des Stückes Du musst Dich entscheiden. Die Gameshow für Österreich gemeinsam mit Kay Voges und dem Ensemble in Erscheinung.

## Publikationen (Auswahl)
- 2006: Der geöffnete Raum: Zur Politik der ästhetischen Form, Wilhelm Fink Verlag, Paderborn/München 2006, ISBN 978-3-7705-4352-6
- 2010: mit Beate Geissler und Oliver Sann: Personal Kill. Verlag für moderne Kunst, Wien 2010, ISBN 978-3-86984-110-6
- 2013: mit Gerd Blum: Harald F. Müller: First Cuts. Lars Müller Publishing, Zürich 2013, ISBN 978-3-03778-408-2
- 2013: mit Rainer Ganahl: DADALENIN. Edition Taube, München 2013, ISBN 978-3-98145-184-9
- 2017: mit Samir Gandesha (eds.): Spell of Capital: Reification and Spectacle. Amsterdam University Press, Amsterdam 2017, ISBN 978-9-08964-851-8
- 2018: mit Samir Gandesha (eds.): Aesthetic Marx. Bloomsbury, London 2017, ISBN 978-1-35002-422-9
- 2019: Cécile Kobel, Judith Milz (Hrsg.): Im Keller. Sonderausgabe der Munitionsfabrik, Karlsruhe 2019 mit Beiträgen von Markus Grob, Matthias Bruhn, Daniel Hornuff, Susanne Kriemann, Stephan Krass, Johan Frederik Hartle
- 2025: mit Gerhard Schweppenhäuser: Universale Vermittlung. Zur kritischen Theorie des Medien-Kapitalismus, Matthes & Seitz, Belrin 2025, ISBN 978-3-7518-5251-7.

## Auszeichnungen (Auswahl)
- 2005: Hendrik Casimir-Karl Ziegler-Forschungspreis